# Russula raoultii
Russula raoultii é um fungo que pertence ao gênero de cogumelos Russula na ordem Russulales. A espécie foi descrita cientificamente pelo micologista francês Lucien Quélet em 1886.